# Монардовое масло

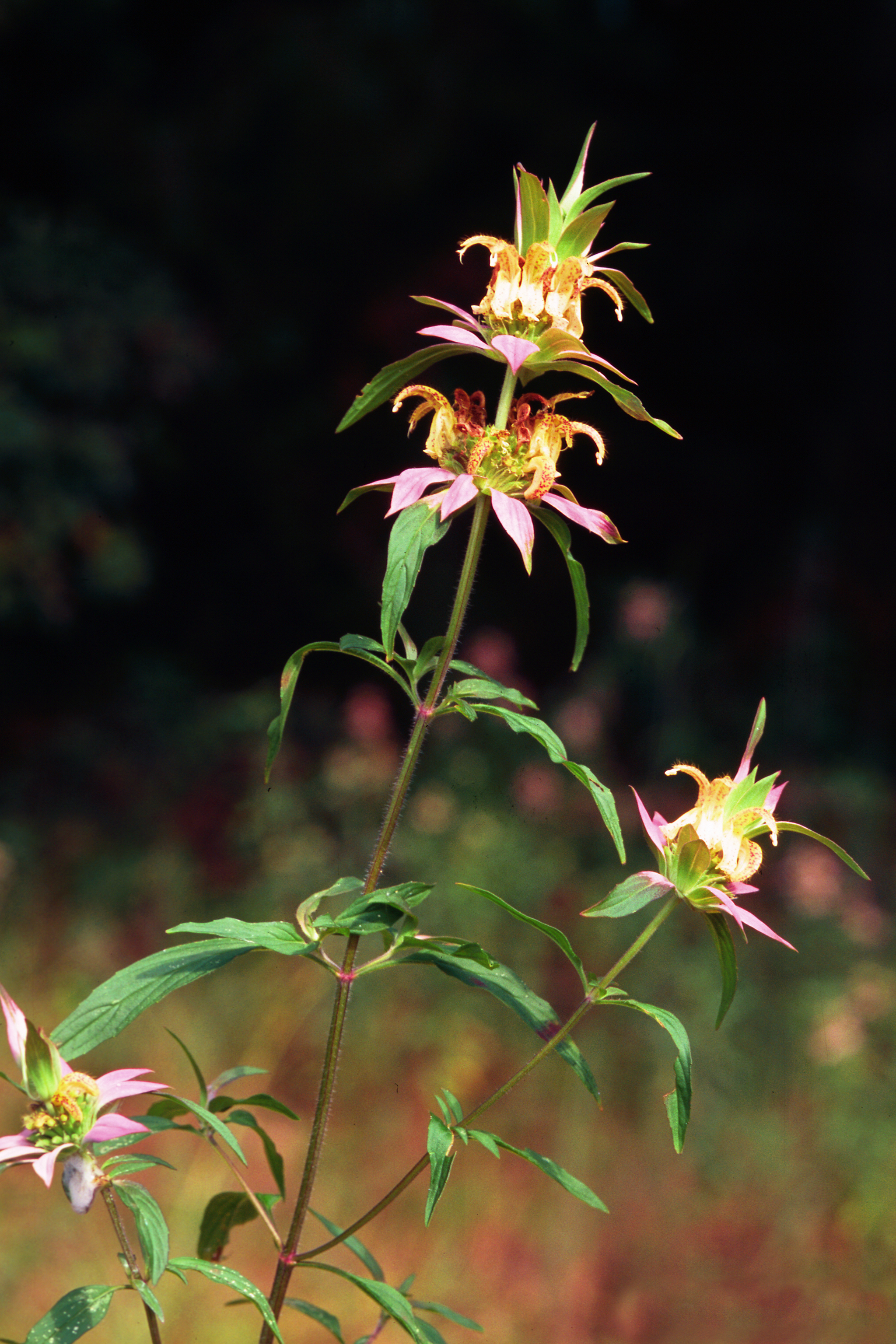
Монарда точечная (Monarda punctata)

Монардовое масло (Monardöl, Ess. de Monarde) — эфирное масло, получаемое из североамериканского растения Монарда точечная (Monarda punctata), в которой его содержание может составлять до 3 %.
Монарда точечная — вид рода Монарда подсемейства Котовниковые семейства Яснотковые; местное название — «конская мята».
Главная составная часть этого масла — карвакрол (52—58 %); в нём также содержится цимол, лимонен и другие вещества. Масло окрашено в красновато-жёлтый или коричневый цвет и обладает острым запахом, напоминающим тимол и мяту.